# قائمة المحطات الإذاعية في مصر
بدأ البث الإذاعي في مصر في القرن العشرين، في عام 1924 كمحطات مجتمعية مملوكة للقطاع الخاص. في وقت لاحق، في عام 1934، ألغيت الملكية الخاصة والتشغيل وتم تأميم البث الإذاعي منذ ذلك الحين. بحلول أوائل التسعينيات، كان لمصر 4 محطات إذاعة إف إم فقط في القاهرة الكبرى (2 في الإسكندرية)، لكن العدد ارتفع إلى 6 في القاهرة الكبرى (4 في الإسكندرية) بحلول نهاية العقد. كانت الزيادة في العدد مجرد إعادة بث لمحطات راديو بث إذاعي ت م بالفعل. في عام 2000، بدأت محطات بث إذاعي ت م (على نطاق الموجة المتوسطة) مرحلة البث المتزامن إلى نطاق إذاعة إف إم، اعتبارًا من عام 2013، تم بث محطة واحدة أو محطتين فقط على بث إذاعي ت م بدون البث المتزامن إذاعة إف إم.
لطالما كانت جميع المحطات الإذاعية المحلية مملوكة ملكية عامة، ومع ذلك، فهي مملوكة للدولة مما يجعلها في الممارسة العملية، مملوكة، باستثناء المحطة الإذاعية الخاصة غير السياسية في منتجع الجونة، المسماة راديو الجونة ("لاجون راديو"). تخضع جميع وسائل البث إلى حد ما لسيطرة الدولة، حتى لو كانت خاصة جزئيًا أو كليًا. اعتبارًا من عام 2002، كان هناك 8 محطات إذاعية فقط تبث على إذاعة إف إم إلى القاهرة الكبرى (6 في الإسكندرية)، ولم يكن أي منها متخصصًا في الأغاني الشعبية. في 23 مارس 2002، غيرت إذاعة صوت أمريكا (VOA) خدمتها العربية على الموجات القصيرة إلى محطة جذابة للشباب، تسمى راديو سوا ("Radio Together")، وبدأت البث على إشارة موجة متوسطة التي يمكن استقبالها بسهولة من قبرص.  لأول مرة، سمحت الدولة لـ Good News ببدء مشروع مشترك مع الهيئة الوطنية للإعلام (مصر) الذي تسيطر عليه الدولة، والذي بدأ بثًا تجريبيًا لاثنين من محطتي الأغاني الشعبية إلى القاهرة الكبرى، اعتبارًا من يونيو 2002. الاثنان هما نجوم إف إم ("نجوم إف إم"؛ للأغاني الشعبية بشكل رئيسي المصرية) ونايل إف إم (للأغاني الشعبية بشكل رئيسي الأمريكية).

## المحطات المحلية
يتم أيضًا بث جميع محطات الإذاعة المحلية في مصر في نفس الوقت على سلسلة الأقمار الصناعية (خاصة جزئيًا ولكن تسيطر عليها الدولة)، نايل سات على 7 درجات غربًا، باستثناء راديو الجونة. عادة ما يتم بث المحطات المحلية على إذاعة إف إم. يستخدم عدد قليل جدًا من محطات الراديو نظام بيانات الراديو لبث اسم المحطة، لكن استقبال نظام بيانات الراديو نادر جدًا في أجهزة استقبال إذاعة إف إم في مصر. عدد قليل جدًا من الهواتف المحمولة المتوفرة في مصر والتي تحتوي على مستقبل إذاعة إف إم تتلقى معلومات نظام بيانات الراديو. 90.9هرتز هي المحطة الوحيدة التي تبث الأغنية الحالية أو عنوان العرض، ولكن عندما يكون العنوان طويلًا، يتم عرضه جزئيًا. تخضع جميع المحطات الإذاعية لسيطرة الدولة، ما لم يُذكر خلاف ذلك.

### القاهرة الكبرى
منطقة القاهرة الكبرى لديها أكبر عدد من محطات إذاعة إف إم في مصر. هوائي البث التليفزيوني إذاعة إف إم والتلفزيون الأرضي في تلال المقطم، حيث أنهما أكثر المواقع ارتفاعًا داخل القاهرة الكبرى، حتى يصل الإرسال إلى أوسع منطقة ممكنة، ومع ذلك، فإن الإشارات تستقبل بشكل ضعيف على مسافة تزيد عن 40 كيلومترًا، مما يجعل الإرسال ضعيفًا. إلى أقصى شرق القاهرة الجديدة والنصف الشرقي من مدينة الشروق وثلثي غرب مدينة 6 أكتوبر وكل مدينتي وبدر وهليوبوليس الجديدة.
يتم بث عدد قليل من المحطات التالية على ترددات أخرى في مناطق أخرى في مصر.
جميع المحطات التي تبث الأغاني الشعبية هي في الأساس أغانٍ مصرية مع عدد قليل جدًا من الأغاني الشامية (معظمها لبنانية) أو غيرها من شمال إفريقيا.
في الجدول التالي، يتم حذف المحطات البعيدة المستقبلة ليلاً والتي يتم بثها على تردد قريب إلى محطة محلية قوية، لأنه من المستحيل عادةً استقبالها على أجهزة الاستقبال العادية. وبالمثل، تم حذف المحطات البعيدة الضعيفة جدًا. عندما ينطبق التوقيت الصيفي على التوقيت المحلي في مصر، تتم إضافة ساعة إضافية إلى الوقت بالتوقيت العالمي المنسق (UTC).
| عدد | التردد كيلوهرتز | اسم                          | الوقت بالتوقيت العالمي المنسق           | ملحوظات |
| --- | --------------- | ---------------------------- | --------------------------------------- | --- |
| 1   | 540             | برنامج الكويت العربي الرئيسي | 24 ساعة                                 | لا تقبل إلا في الليل عندما يكون بالقرب 558 ينطلق kHz في الساعة 22:00 بالتوقيت العالمي المنسق                                              |
| 2   | 558             | برنامج تعليمي                | 4:00 حتي 22:00                          | (بالعربية: الإذاعة التعليمية) |
| 3   | 567             | الاذاعة السورية 1            | 24 ساعة                                 | لا تقبل إلا في الليل عندما يكون بالقرب 558 ينطلق kHz في الساعة 22:00 بالتوقيت العالمي المنسق                                              |
| 4   | 594             | راديو الرياض                 | 2: 30-15: 00                            | محطة المملكة العربية السعودية امتدادا لزمن البث للمحطة عام 1521 كيلو هرتز                                                                 |
| 5   | 630             | تي آر تى شوكوروفا            | 13: 30-21: 02، 2: 00-6: 05؛ 6: 05-9: 15 | لا تقبل إلا في الليل؛ 2 محطات تركية تشترك في نفس التردد                                                                                   |
| 6   | 711             | الشباب والرياضة              | 24 ساعة                                 | البث المتزامن على موجة إذاعة إف إم؛ (بالعربية: إذاعة الشباب و الرياضة)                                                                    |
| 7   | 774             | راديو الشرق الأوسط           | 24 ساعة                                 | البث المتزامن على موجة إذاعة إف إم؛ (بالعربية: إذاعة الشرق الأوسط)                                                                        |
| 8   | 819             | البرنامج العام               | 24 ساعة                                 | البث المتزامن على موجة إذاعة إف إم؛ (بالعربية: البرنامج العام)                                                                            |
| 9   | 864             | راديو القرآن                 | 24 ساعة                                 | بث متزامن على موجة إذاعة إف إم |
| 10  | 936             | محطة أم كلثوم                | من 15:00 إلى 20:00                      | سميت على اسم المطربة أم كلثوم |
| 11  | 999             | راديو القرآن                 | 24 ساعة                                 | لا تقبل إلا في الليل؛ محطة سعودية |
| 12  | 1071            | نهر النيل؛ محطة المسنين      | 17:00 - 23:00؛ 3: 00-15: 00             | 2 محطات تشترك في نفس التردد؛ (بالعربية: إذاعة نهر النيل)؛ إذاعة الكبار                                                                    |
| 13  | 1161            | وسط الدلتا                   | 4:00 حتي 22:00                          | لا تقبل إلا في الليل؛ (بالعربية: إذاعة وسط الدلتا)                                                                                        |
| 14  | 1341            | أغاني التخصص راديو القرآن    | 5: 00-17: 00؛ 17: 00-5: 00              | يتم بث الأغاني المتخصصة بشكل متزامن جزئيًا على نطاق إذاعة إف إم بينما يتم بث راديو القرآن في نفس الوقت على نطاقي موجة متوسطة و إذاعة إف إم |
| 15  | 1521            | راديو الرياض                 | من 15:00 إلى 22:30                      | محطة المملكة العربية السعودية امتدادا لزمن البث للمحطة على 594 كيلو هرتز                                                                  |

### الساحل الشمالي
يمكن استقبال المحطات الإذاعية الأجنبية في الصيف، وبشكل رئيسي: المحطات الإذاعية القبرصية واليونانية والإيطالية والإسرائيلية، لكن الاستقبال غير موثوق به ويتلاشى بسرعة.

### الإسكندرية
اعتبارًا من عام 2007، كان هناك 6 محطات إذاعية.
1. 88 برنامج موسيقي ميغاهيرتز (ستيريو)
2. 88.2 هرتز Radio Hits (stereo) (منذ 2010)
3. 88.7 إذاعة إف إم Radio Orient (إذاعة الشرق) (البث الأجنبي الكامل الوحيد على إذاعة إف إم المحلي)
4. 90.1 محطة القرآن هرتز (أحادية)
5. 92.7 ميغاهيرتز ميجا إذاعة إف إم (ستيريو؛ نظام بيانات الراديو) (منذ 2010)
6. 94.3 البرنامج الأوروبي ميغاهيرتز (ستيريو)
7. 95.5 ميغاهيرتز الشعبي إذاعة إف إم (ستيريو)
8. 97.6 أغاني التخصص ميغاهيرتز (ستيريو)
9. 101.1 هرتز راديو الإسكندرية (أحادي)
10. 104.7 البرنامج العام بالميغاهرتز (أحادي)

كانت هناك محطات إذاعية محلية كانت تبث باللغات الأرمينية والإيطالية والفرنسية واليونانية والإنجليزية في الأربعينيات.

### منطقة المارينا
منذ عام 2009، تبث الحكومة أحيانًا بعض المحطات الإذاعية التي تبث فقط إلى القاهرة الكبرى، على نفس الترددات المستخدمة في القاهرة الكبرى. في مناسبات مثل الاجازات الرسمية في مصر. يمكن استقبال البث عن طريق القرى السياحية المحلية المجاورة إلى مارينا وبضعف شديد في الإسكندرية، وبالمثل يتم استقبال البث الإذاعي إلى الإسكندرية بشكل ضعيف للغاية في مارينا وحولها.
1. 88.7 هرتز Radio Masr (ستريو؛ نظام بيانات الراديو) (منذ 2010)
2. 90.9 هرتز El Radio إذاعة إف إم 90 9 (استريو؛ نظام بيانات الراديو) (منذ فبراير 2012)
3. 100.6 هرتز Nogoum إذاعة إف إم (ستريو؛ نظام بيانات الراديو)
4. 104.2 هرتز Nile إذاعة إف إم (ستريو، نظام بيانات الراديو)
5. 105.3 ميغاهيرتز نغم إذاعة إف إم (ستيريو) (منذ 2012)

### البحر الاحمر

#### الجونة
1. 88.6 راديو مصر
2. 91.7 ميجاهيرتز القران الكريم
3. 98.2 ميغاهيرتز الاغانى
4. 100 هرتز الجونة راديو ("Lagoon Radio")، (مملوكة ملكية خاصة لشركة أوراسكوم كونستراكشون)، (الإيطالية والإنجليزية)، (ستريو)
5. 101.7 هرتز الشباب والريادة
6. 105.3 ميجاهيرتز البرناج العام

#### خليج سوما
روبنسون إف إم - في فندق روبنسون 

### محافظة جنوب سيناء

#### شرم الشيخ
يتم بث معظمها، إن لم يكن جميعها، في القاهرة الكبرى، باستثناء جنوب سيناء.
1. 88 ميغا هرتز ؟ (أحادي) - محتوى منطوق.
2. 89.4 هرتز عام (أحادي)
3. 91.1 ميوزيكال ميوزيكال (ستيريو)
4. 92.5 ميغا هرتز ؟ (أحادي) - محتوى منطوق.
5. 94.3 ميغا هرتز ؟
6. 95.7 ميغا هرتز ؟ (أحادي) - محتوى منطوق.
7. 97.6 ميغا هرتز ؟
8. 99 ميغاهيرتز جنوب سيناء (أحادي) - محتوى منطوق.

#### دهب
1. 92 ميغاهيرتز القرآن (مونو)
2. 98.5 ميغاهيرتز ? (مونو) - المحتوى المنطوق.
3. 103.7 ميغاهيرتز ? (مونو) - المحتوى المنطوق.
4. 107.3 ميغاهيرتز البرنامج الأوروبي (ستيريو).

### وسط مصر
1. 89.8 محطة قرآن ميغاهيرتز غطت الفيوم وبني سويف
2. 101.4 غطت المحطة العلوية الشمالية ميغاهيرتز بني سويف والفيوم
3. 94.2 هرتز شمال المحطة العلوية مغطاة المنيا

## محطات الإنترنت
- بعد الاعتماد البطيء للإنترنت عريض النطاق، في منتصف العقد الأول من القرن الحادي والعشرين، تم بث عدد من محطات الإنترنت على الإنترنت، وبعضها يتم بثه بشكل منتظم.

أمثلة
- راديو هوريتنا ("راديو حريتنا"؛ نشر؛ الأغاني الشعبية والبرامج الحوارية؛ مقرها في القاهرة؛ تطورت إلى بودكاست)[3]
- راديو طيبة (خاص؛ يضرب الكبار المعاصرة والكلاسيكية؛ مقرها في الغردقة)[4]
- راديو الترام (خاص؛ موسيقى تحت الأرض؛ مقرها في الإسكندرية؛ الآن إيقاف)[5]
- راديو بنها (عام؛ أغاني مصرية شعبية؛ مقرها في بنها)[6]
- راديو حواك (راديو هواك) منذ عام 2013 على تونين[7] مقرها في القاهرة
- راديو 5:14 (راديو 5:14) بودكاست مسيحي على الإنترنت منذ عام 2016 مقرها في السويس، مصر.

## المحطات الدولية
اعتبارًا من ثورة 23 يوليو، لا يُسمح لأي محطة أجنبية بالبث على الأراضي التي تسيطر عليها مصر باستثناء 2018 في الإسكندرية (راديو الشرق)، لذلك تبث المحطات الدولية من الأراضي القريبة من مصر، ومعظمها بالقرب من شمال مصر، من قبرص. تستخدم العديد من محطات الراديو التي تسيطر عليها الدولة البث بشكل أساسي على الموجة المتوسطة باستخدام بث تعديل السعة، ولكن بعد اعتماد البث إذاعة إف إم في مصر، يتم الآن بث معظمها على الموجة المتوسطة ونطاق إذاعة إف إم منذ أوائل العقد الأول من القرن الحادي والعشرين. لم يتم سرد أجهزة الراديو التي تسيطر عليها الدولة أدناه.
كان البث الإذاعي بث إذاعي ت م في مصر دائمًا أحاديًا ولم يتم إدخال تطورات أخرى. لم يتم استخدام الفرقة الطويلة الموجة.

### تاريخ
تم استبدال البث الدولي للموجة المتوسطة تدريجيًا اعتبارًا من عام 2019 بخدمات الإنترنت، مثل البث عبر الإنترنت أو البث الصوتي، أو توقف تمامًا.

### موجة متوسطة
- 639 كيلوهرتز بي بي سي عربي وخدمة بي بي سي العالمية (خدمة إذاعية بريطانية)[8] - باللغة العربية الأدبية. (هوائي البث موجود في كيب جريكو، قبرص)
- 1233 kHz مونتي كارلو الدولية (خدمة إذاعية فرنسية) [9] - باللغة العربية الأدبية. (هوائي البث موجود في Cape Greco. من الصعب جدًا استقبال الإشارة بعيدًا عن أقصى شمال مصر)
- 990 kHz [10] (حتى 2019) راديو سوا (خدمة الراديو الأمريكية) - الأخبار والمحتوى الإعلامي والأغاني الشعبية؛ معظم المحتوى المنطوق باللغة العربية الأدبية. (منذ 23 مارس 2002؛ [1] هوائي البث موجود في كيب جريكو. خلال النهار، كلما ابتعدنا عن الشمال، كلما زادت صعوبة استقبال الإشارة؛ تم بثها في البداية على 981 و 1260 كيلو هرتز، وفي عام 2005 غيرت التردد الأول إلى 990 كيلو هرتز، ثم ألغيت التردد الثاني في عام 2008)

### الموجة القصيرة
في الستينيات، في عهد عبد الناصر، كان البث على الموجة القصيرة مهمًا للدولة. كانت تبث في الشرق الأوسط محطات دعائية للنظام المصري وللترويج للقومية العربية.

## أنظر أيضا
- وسائل الإعلام المصرية
- قائمة الصحف في مصر
- قائمة المجلات في مصر
- التلفزيون في مصر
- الاتصالات السلكية واللاسلكية في مصر
- قائمة المحطات الإذاعية في أفريقيا